# Kladje (gmina Gorenja vas-Poljane)
Kladje – wieś w Słowenii, w gminie Gorenja vas-Poljane. W 2018 roku liczyła 63 mieszkańców.